# 福海寺
福海寺（ふくかいじ）は、兵庫県神戸市兵庫区西柳原町にある寺院。臨済宗南禅寺派の諸山の格式を持つ。
明治の初め頃まで、堀と堤で囲まれた福海寺境内は枡形を構成し兵庫津（兵庫城）の柳原総門の防備の役割をしていた。本尊は釈迦如来。大黒天を安置しており柳原大黒天として信仰され、昔から毎年1月9-11日の柳原十日えびす大祭の大黒祭には大勢の参拝客で賑わう。

## 歴史
1344年（康永3年）に足利尊氏が在庵圓有（現在の兵庫県たつの市御津町室津の出身）を京都西賀茂の正伝寺（諸山）より招聘して創建し、足利義満はじめ足利歴代将軍に尊崇された。五山制度内での格式は諸山（永禄八年和漢禅刹次第）。また京都の久我に末寺の願王寺があった（蔭涼軒日録）。在庵和尚の出身地の兵庫県の室津、京都西賀茂の正伝寺、京都久我の願王寺（久我神社の神宮寺）はいずれも賀茂信仰と深く関わりがあり、京都から、室津へ延びる「賀茂信仰の街道」の中継地と考えられる。福海寺に大黒天が祀られているのも足利氏の大黒天信仰があるが、大国主の子孫である、賀茂氏と福海寺が深く関係のあったことにも由来すると言われている。

## 開山在庵円有
在庵円有は、俗姓賀茂氏。播磨国室津の出身。京都西加茂正伝寺の法位円性の法嗣であり、執権北条時頼の参禅の師である鎌倉建長寺二世、兀庵普寧の四世の法孫に当たる。最初、正伝寺に住し、その後足利尊氏の要請により福海寺の開山になる。大変道徳が高く、学識深く、参禅する雲水、学者が大勢参集する。そこから福海寺の法堂は「雲會堂」と名づけられる。「大光山　福海寺」の寺号は建武3年足利尊氏が兵庫の針ヶ崎観音堂に逃れ、兵庫の海から九州に落ち、その後また兵庫に上陸し、幕府を開いたことから、兵庫の海が、尊氏にとって「福の海」であるという意味、観音信仰の「福聚海無量」の意味もあるが、同じ宗覚派で鎌倉和賀江に安達泰盛が開基し廃寺になった、「福光山　聖海寺」の復興の意味合いもある。「福光山　聖海寺」の文字を並べ替え多少変更し「大光山　福海寺」の寺号にしたと考えられる。東巌禅師も兀庵禅師より、将来寺院を建立したときのために「正伝寺」などの名前を貰っていたが、福海寺も建立に当たって、兀庵禅師ゆかりの名跡の復興を考えたものと思われる。
　貞和5年11月21日遷化。世寿84歳。遺偈は「八十四年　笑倒祖佛　一句臨行　寒嵐払払」とある(延宝伝灯録)。また肖像画である頂相の賛は、天龍寺住持・埼玉平林寺開山の石室善玖禅師が次のように書いている。「佛鑑嫡裔兀庵真孫　掃除枝葉廊徹根源　権興名刹無刀斧痕　茆菓一茎主元在　法身堅固鉄崑崙」。
法嗣に無價掌珍禅師（京都五山萬寿寺住持・筑前聖福寺住持(第五十一世)・福海寺住持）がいる。

## 在庵円有の法系「宗覚派」（東巌流・在庵下）
1. 兀庵普寧禅師（大宋特賜　宗覚禅師・建長寺第二世）
2. 東巌慧安禅師（勅諡　宏覚禅師・京都諸山正伝寺開山）
3. 法位円性禅師（正伝寺二世）
4. 在庵円有禅師（摂津諸山福海寺開山・正伝寺住持）
5. 無價掌珍禅師（京都五山萬寿寺住持・天下十刹博多聖福寺第五十一世住持・福海寺住持）
6. 汝舟川方禅師（南禅寺第百二十九世住持・福海寺住持）
7. 吉州川祥禅師（天龍寺第百五十世住持・福海寺住持）　蔵春禅厚禅師（京都諸山願成寺住持・福海寺住持）　月窓興修禅師（京都五山萬寿寺住持・福海寺住持）

## 無價掌珍禅師・住筑前博多聖福寺　京諸山疏（不二遺稿）
無價掌珍禅師が福海寺開山の在庵円有禅師の法嗣であることが書かれています)。無價掌珍禅師は足利義満に命を受けて博多聖福寺に住したと思われる。当時の禅僧は外交官でもあり、日明貿易を行なった足利義満の命により、無價掌珍禅師が兵庫の福海寺、博多聖福寺へと日明貿易(勘合貿易)の拠点の地に住職したことは、特筆されるべきことである。また無價掌珍禅師を同じ宗覚派でも天外志高禅師の法嗣とする説があるが、この諸山疏では「正伝一派」と有り、天外志高禅師の法系でないことがわかる。さらに兀庵五世とあり、天外志高の法嗣とするならば兀庵四世となり、明らかに在庵円有の法嗣であることが分かる。諸山疏は晋山する時に維那が住持の前で読む物であり、歴史的価値、史料としては第一級のものである。

## 摂津国の五山十刹制度の諸山（五山・十刹に次ぐ「諸山」格の幕府公認禅宗寺院）
- 宝満寺（開基法燈国師）　南禅寺派　（法燈派）　神戸市長田区
- 福海寺（開山在庵禅師）　南禅寺派　（宗覚派）　神戸市兵庫区
- 廣厳寺（開山明極禅師）　南禅寺派　（明極派）　神戸市中央区
- 福厳寺（開山佛燈国師）　南禅寺派　（大覚派）　神戸市兵庫区
- 禅昌寺（開山月庵禅師）　南禅寺派　（大応派）　神戸市須磨区
- 安国寺（開山大明国師）　南禅寺派（京都に移転。現・南禅寺塔頭 光雲寺）
- 栖賢寺（開山竺当和上）　大徳寺派（京都に移転）
- 澄心寺（開山潜渓和上）　廃寺（現・高野山真言宗）
- 善住寺（開山鐘谷禅師）　廃寺

## 錦絵に画かれた福海寺
- 歌川国芳「太平記兵庫合戦」（兵庫・福海寺で尊氏を探す、白藤彦七郎）
- 歌川芳虎「太平記合戦図」（尊氏、兵庫・福海寺に避難する図）
- 歌川芳鶴「足利尊氏兵庫合戦図」（尊氏、兵庫・福海寺に避難する図）

## 足利氏と大黒天
- 足利氏の発祥の地である、栃木県足利市の鑁阿寺にも大黒天が祀られている。足利氏は大黒天を厚く信仰していた。

## 交通アクセス
- 山陽本線（JR西日本）「兵庫駅」から徒歩5分
- 阪神神戸高速線「大開駅」から徒歩10分